# Liberaal-conservatisme
Liberaal-conservatisme is een politieke stroming die elementen bevat van liberalisme en conservatisme. Historisch gezien werd er verwezen naar een combinatie van de klassieke conservatieve kijk op traditie, respect voor de autoriteit en religieuze waarden, met economisch liberalisme, met als doel een laisser-fairemarkt. In hedendaagse vrijemarkteconomieën worden liberaalconservatieven gewoon als "conservatieven" aangeduid.

## Ontstaan
Na verloop van tijd ging de conservatieve ideologie in vele landen de vrije markt aanvaarden en gingen conservatieven ook liberale trekjes vertonen. Op deze manier was het dus het tegenovergestelde van het klassieke liberalisme, dat individuele vrijheid steunt, in zowel economisch als sociaal opzicht.
Naarmate dit algemener werd onder de conservatieven verdween de term 'liberaal-conservatisme' naar de achtergrond en werd gewoon gekend als conservatisme. Dit was vooral het geval in landen waar liberaal-economische ideeën een traditie waren of werden, zoals de Verenigde Staten. Voorbeelden van liberaalconservatieve partijen zijn de Italiaanse Forza Italia en de Amerikaanse Republikeinse Partij.

## Verschil met conservatief-liberalisme
Het nuanceverschil tussen conservatief-liberalisme en liberaal-conservatisme ligt bij wat men als belangrijker beschouwt: liberalisme in het eerste geval, tegenover conservatisme voor de (liberaal)conservatieven. Conservatiefliberalen zijn in dit geval liberalen die zich afzetten tegen de al te sociale trekjes van het sociaal-liberalisme. In de Verenigde Staten worden de neoconservatieven ook wel gezien als conservatiefliberalen, aangezien zij voorrang geven aan economisch liberalisme boven het conservatisme.